# Herbicydy

Glifosat – przykład herbicydu totalnego

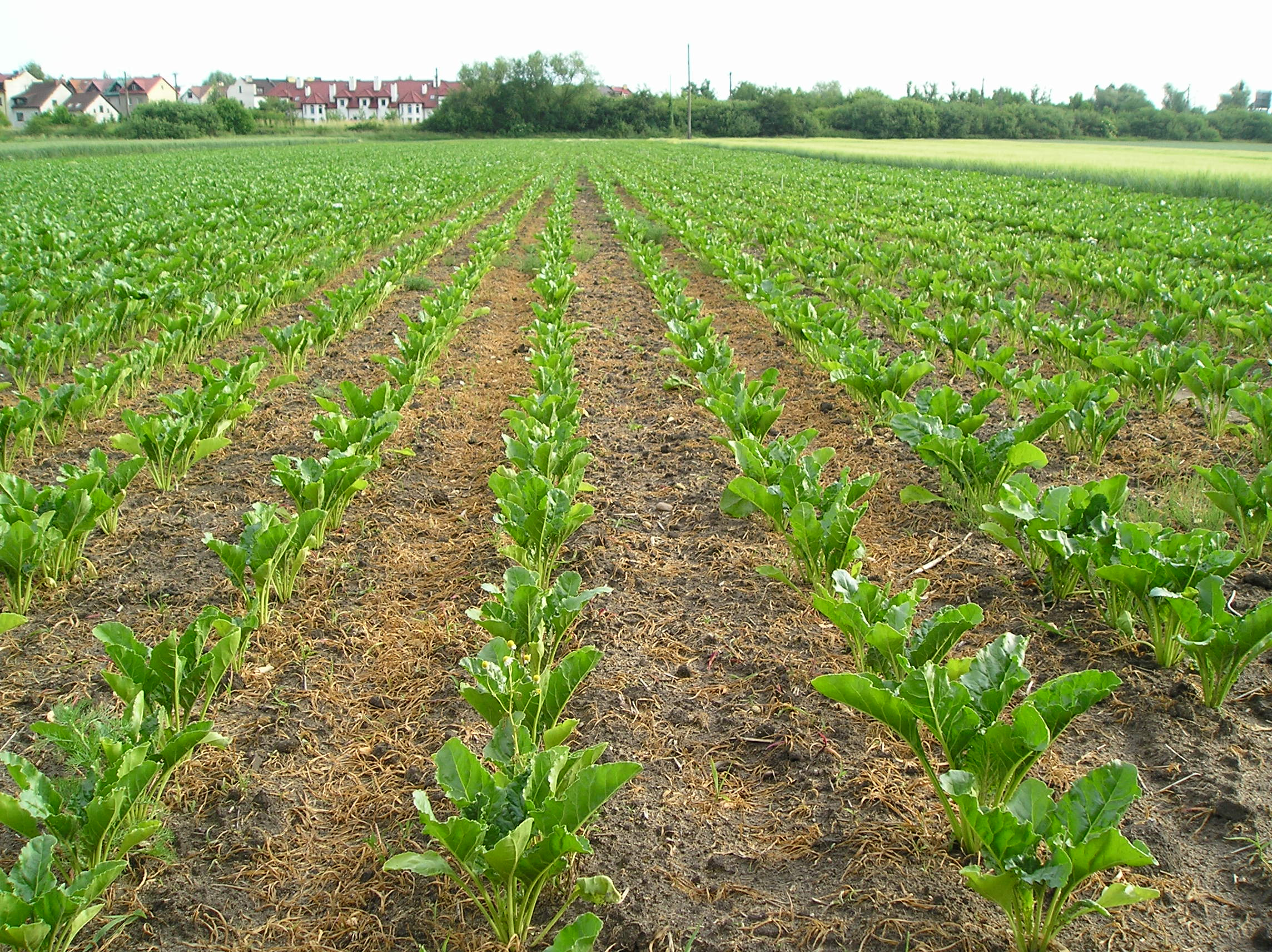
Buraki cukrowe odchwaszczone herbicydem niszczącym chwasty jednoliścienne - chwastnicę jednostronną

Herbicydy (łac. herba - trawa, caedo - zabijać) – rodzaj pestycydów służących do selektywnego lub nieselektywnego zwalczania chwastów w uprawach. Ich stosowanie może stanowić uzupełnienie mechanicznych zabiegów pielęgnacyjnych.
Pierwszym powszechnie stosowanym herbicydem był kwas 2,4-dichlorofenoksyoctowy.
Herbicydy dzielą się na:
Ze względu na czas użycia:
- stosowane przed rozpoczęciem uprawy
  - przedsiewne; czasem wymagają wymieszania z glebą,
  - przedwschodowe
- stosowane pogłówne

Ze względu na sposób użycia
- o działaniu dolistnym
- o działaniu doglebowym
- o działaniu dolistnym i doglebowym

Ze względu na zakres działania:
- totalne (np. glifosat)
- selektywnie niszczące rośliny dwuliścienne
- selektywnie niszczące rośliny jednoliścienne

Przyczyny różnic w toksyczności dla różnych grup roślin są nie do końca wyjaśnione. Większość herbicydów to herbicydy selektywne zwalczające określone grupy roślin, a nieniszczące rośliny uprawnej. Stosuje się też nieselektywne herbicydy zawierające glifosat zwalczający wszystkie rośliny, dlatego może być stosowany przed założeniem plantacji roślin, a stosowany jest w celu zwalczenia uciążliwych chwastów. 
Tworzenie roślin genetycznie zmodyfikowanych o zwiększonej odporności na herbicydy ułatwia ich stosowanie (w krajach, gdzie takie uprawy są dopuszczalne). Np. otrzymano rośliny odporne na glifosat, wobec których związek ten ma charakter herbicydu selektywnego. 
Zastosowanie herbicydów w zbyt dużej dawce, w nieodpowiedniej fazie rozwoju rośliny, niewłaściwych warunkach atmosferycznych może uszkodzić roślinę uprawną wywołując poparzenia lub różne nieprawidłowości w rozwoju rośliny zwane uszkodzeniem herbicydowym.